# Phare d'Isla de Aves
Le phare de Isla de Aves est un phare actif situé sur l'Isla de Aves, dans les Dépendances fédérales (Antilles vénézuéliennes) au Venezuela.
Le phare appartient à la marine vénézuélienne et il est géré par l'Oficina Coordinadora de Hidrografía y Navegación (Ochina).

## Histoire
Le  phare a été mis en service en 2002 à la Station scientifique navale Simón Bolívar , créée en 1978, qui se trouve à environ 550 km au nord de la côte du Venezuela. L'île n'a jamais été habitée. Accessible uniquement par bateau, l'autorisation de la marine vénézuélienne est nécessaire pour venir sur l'île ou visiter la station.
Cependant, l'érosion a pris une grande partie de l'île au cours des dernières décennies et il existe un danger l'élévation du niveau de la mer le fera disparaître complètement.

## Description
La balise est montée au sommet d'un bâtiment de la station scientifique de trois étages, qui repose sur une plate-forme soutenue par des pieux en béton. La structure actuelle a été construite lors d’une expédition en 2002 et est occupée par des équipages navals en rotation et des scientifiques en visite. La balise émet, à une hauteur focale de 19 m, un éclat blanc par période de 5 secondes. Sa portée n'est pas connue.
Identifiant : ARLHS : AVE-001 - Amirauté : J5700 - NGA : 16851 .

### Lien connexe
- Liste des phares du Vénézuela